# Antikatolicism

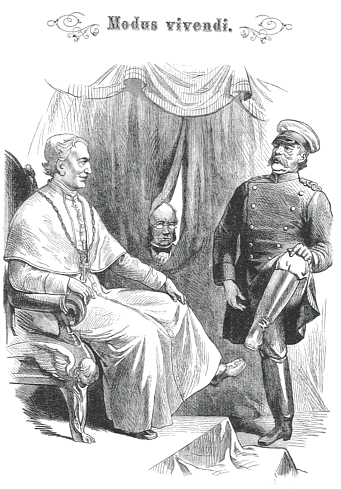
Rikskansler Otto von Bismarck strävade efter att försvaga katolska kyrkans inflytande inom Tyskland och han fann sig föranlåten att söka ett »modus vivendi» med den heliga stolen. Karikatyr 1878 av Bismarck och påve Leo XIII.

Antikatolicism är ett samlingsnamn för diskriminering, fientlighet eller fördomar riktade mot katolicismen, och i synnerhet mot den romersk-katolska kyrkan, dess präster eller dess anhängare. Begreppet gäller också för religiös förföljelse av katoliker eller till en religiös orientering i opposition till katolicismen. 
Under tidig modern tid kämpade den katolska kyrkan för att behålla sin traditionella religiösa och politiska roll inför stigande sekulär makt i Europa. Som ett resultat av denna kamp uppstod en fientlig inställning mot den stora politiska, sociala, andliga och religiösa makt påven och präster hade i form av antiklerikalism. Till detta lades den epokbildande krisen som handlade om kyrkans andliga myndighet till följd av den protestantiska reformationen, som gav upphov till sekteristiska konflikter och en ny våg av antikatolicism.
På senare tid har antikatolicismen tagit olika former, bland annat förföljelse av katoliker som medlemmar av en religiös minoritet i en del områden, angrepp av regeringar på dem, diskriminering, vanhelgande av kyrkor och helgedomar, och hätska angrepp på präster och lekmän.

## Rötter i den protestantiska reformationen

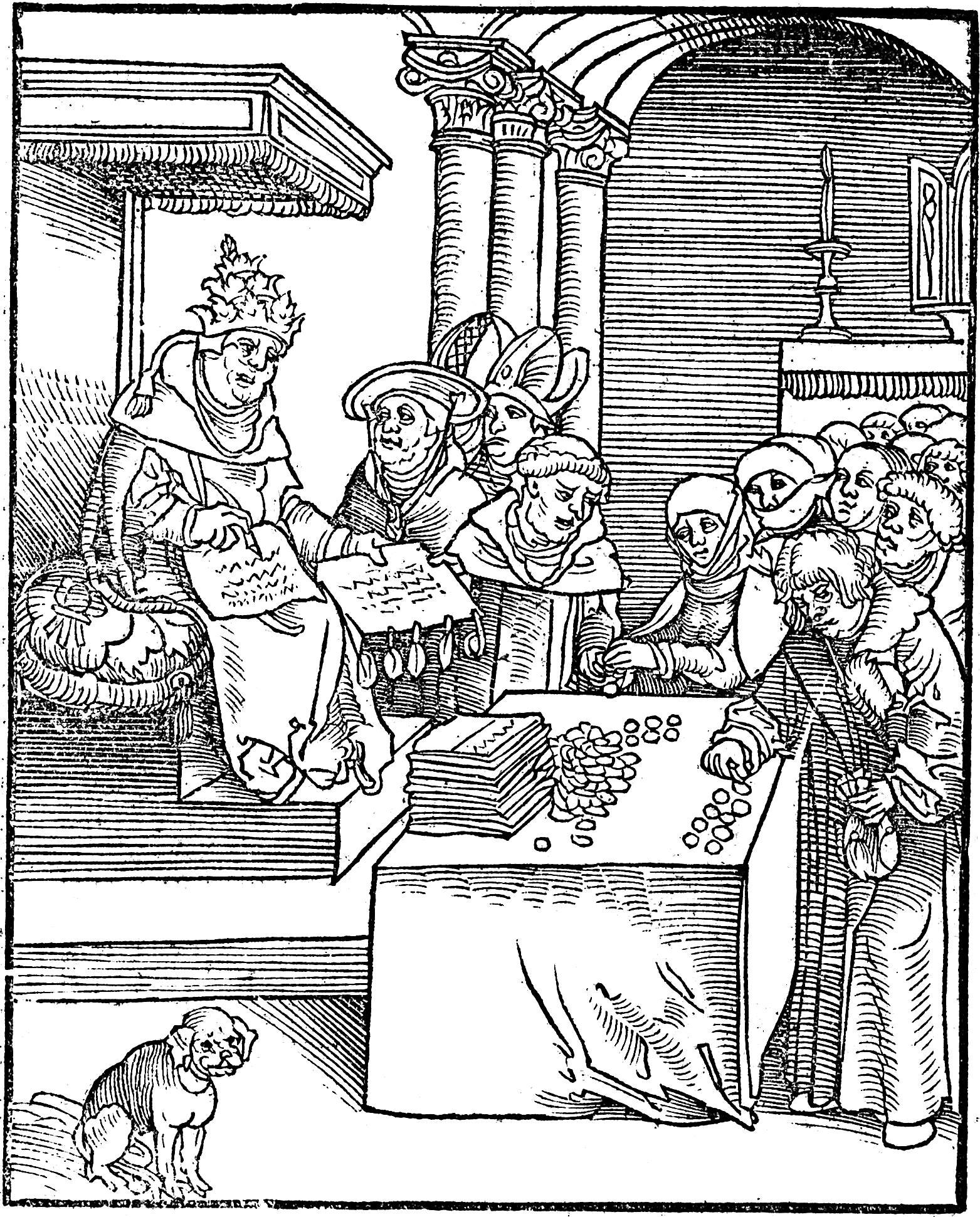
Påven som antikrist av Lucas Cranach d.ä.

Många protestantiska reformatorer, inklusive Martin Luther, Jean Calvin, Thomas Cranmer, John Knox, Cotton Mather och John Wesley, porträtterade påven som antikrist. Den femte omgången av dialog mellan lutheraner och romersk-katoliker noterar:
| ” | In calling the pope the "antichrist", the early Lutherans stood in a tradition that reached back into the eleventh century. Not only dissidents and heretics but even saints had called the bishop of Rome the "antichrist" when they wished to castigate his abuse of power. | „ |

Doktrinärt material av lutheranerna, de reformerta kyrkorna, presbyterianerna, anabaptisterna och metodisterna innehöll hänvisningar till påven som antikrist.
Med hänvisning till Uppenbarelseboken förklarade Edward Gibbon att nyttan av att vända de mystiska profetiorna mot heliga stolen fyllde protestanterna med ovanlig vördnad för en så användbar allierad. Protestanter fördömde också den katolska policyn med obligatoriskt celibat för prästerna och ritualerna med fasta och avhållsamhet under fastan, som motsäger den klausul som anges i Första Timotheosbrevet 4:1-5 , och varnade för doktriner som "förbjuder folk att gifta sig och befaller dem att avstå från vissa livsmedel, som Gud skapade för att tas emot med tacksägelse av dem som tror och som känner till sanningen." Delvis som en följd av fördömandet tillåter många icke-katolska kyrkor präster att gifta sig och/eller se fastan som ett val snarare än en skyldighet.

## Antikatolicism i Storbritannien

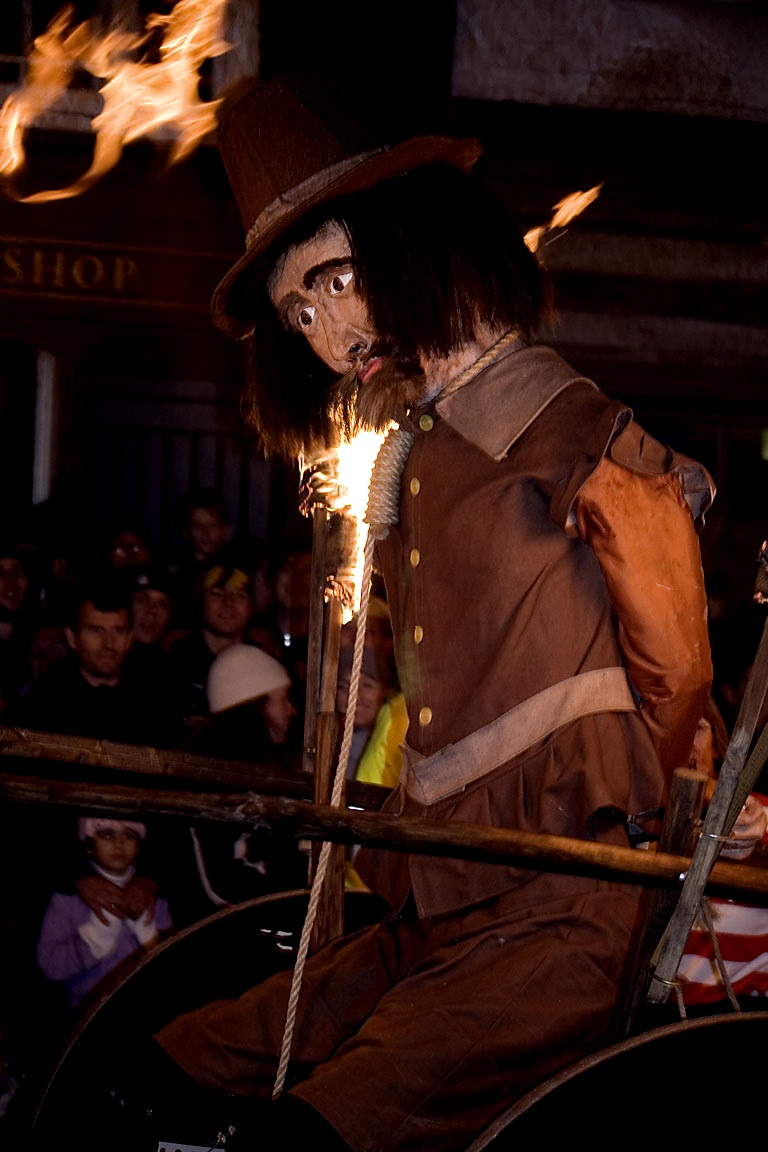
Docka av Guy Fawkes i Lewes på Bonfire Night

Institutionell antikatolicism i Storbritannien började med den engelska reformationen under Henrik VIII. Suprematiakten 1534 förklarade den engelska kronan vara "den enda högste chef på jorden av kyrkan i England" i stället för påven. Någon form av lojalitet till den senare ansågs förrädiskt eftersom påvedömet hävdade både andlig och politisk makt över sina anhängare. Det var enligt denna lag som helgonen Thomas More och John Fisher avrättades och blev martyrer för den katolska tron.
Antikatolicism var bland många av engelsmännen grundad i rädsla för att påven försökte återinföra inte bara den religiöst-andliga auktoriteten i England men också den världsliga makten i landet och detta bekräftades genom olika aktioner av Vatikanen. 1570 försökte påven Pius V avsätta Elisabet I med den påvliga bullan Regnans in Excelsis, som förklarade henne vara en kättare och försökte att upplösa alla plikter för de som hade svurit sin trohet till henne. Detta ledde till att de av Elisabets undersåtar som framhärdade i sin trohet till den katolska kyrkan politiskt misstänkliggjordes, och gjorde deras ställning i stort sett ohållbar om de försökte bibehålla trohet till båda samtidigt.
Senare gjorde flera anklagelser att antikatolicismen ökade i England, inklusive krutkonspirationen, där Guy Fawkes och andra katolska konspiratörer anklagades för att ha planerat att spränga Westminsterpalatset medan det öppnades. Den stora branden i London 1666 skylldes på katolikerna och en inskription som tillskrev det till "Popish frenzy" var ingraverad på monumentet till den stora branden i London, som markerade platsen där branden började (inskriften togs bort först 1831). Den "papistiska konspirationen" som fabricerades av Titus Oates förvärrade ytterligare de anglikansk-katolska relationerna.
Sedan andra världskriget har den antikatolska stämningen i England avtagit mycket. Ekumenisk dialog mellan anglikaner och katoliker ledde till det första mötet för en ärkebiskop av Canterbury med påven sedan reformationen när ärkebiskopen Geoffrey Fisher besökte Rom 1960. Sedan dess har dialogen fortsatt genom sändebud och konferenser.
Återstående antikatolicism i England representeras av brännandet av en docka föreställande den katolska konspiratören Guy Fawkes på det lokala firandet av Guy Fawkes Night varje 5 november som firas sedan krutkonspirationen under Jakob I av Englands styre; han bestämde att det skulle bli en helgdag för att piska upp antikatolska stämningar. Detta firande har dock till stor del förlorat sin sekteristiska klang och den sammanhörande traditionen med bränning av en docka föreställande påven denna dag har upphört - utom i staden Lewes, Sussex, där 17 protestantiska martyrer brändes under James mors styre, den katolska Maria I av Skottland. Man bestämde sig för att fortsätta med traditionen i Lewes.

## Antikatolicism i Sverige
Efter reformationen i Sverige infördes lagstödd antikatolicism i landet som, beroende på vad man innefattar i begreppet, men som längst inräknat cirka 1527-1971 - från kung Gustav Vasas konfiskering av kyrkans egendomar vid Västerås riksdag 1527 och fram till att katolska kloster åter tilläts i Sverige utan särskild kunglig tillåtelse.

## Antikatolicism i USA

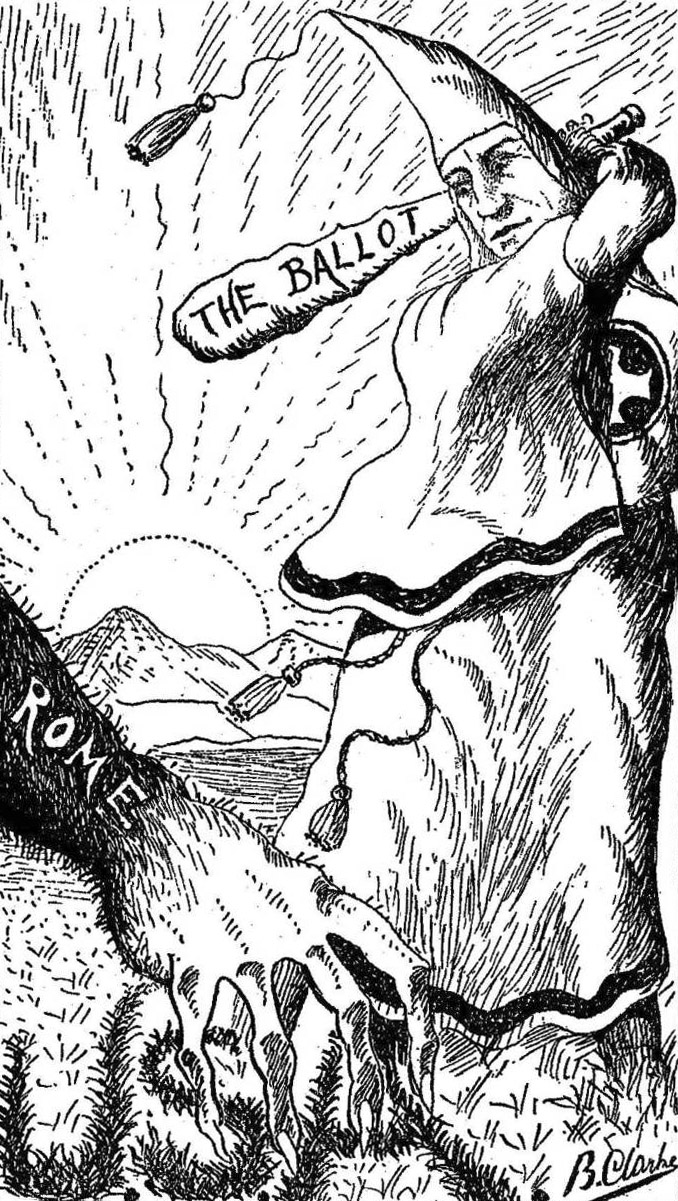
En politisk teckning som hyllar Ku Klux Klans kamp mot den katolska kyrkan.

John Highham beskriver antikatolicism som "den mest frodiga, envisa tradition av paranoid agitation i amerikansk historia". Antikatolicism som var framträdande i Storbritannien exporterades till USA. Den första, som härrör från arvet från den protestantiska reformationen och hugenottkrigen på 1500-talet, bestod av Antikrist och den babyloniska skökan och dominerade antikatolskt tänkande ända till slutet av 1700-talet. Den andra var av en mer sekulär sort som fokuserade på påstådda intriger om katolikernas avsiktsförklaring om att sprida medeltida despoti över världen. 
Historikern Arthur Schlesinger Sr har kallat antikatolicism "den djupast hållna partiskheten i det amerikanska folkets historia."

## Antikatolicism i populärkultur
Antikatolska stereotyper är ett gammalt inslag i anglosaxisk litteratur, populär skönlitteratur, och även pornografi. Gotisk litteratur är särskilt rik i detta avseende. Lustfyllda präster, grymma abbedissor, inmurade nunnor och sadistiska inkvisitorer förekommer i sådana verk som The Italian av Ann Radcliffe, The Monk av Matthew Gregory Lewis, Melmoth the Wanderer av Charles Robert Maturin och The Pit and the Pendulum av Edgar Allan Poe.